# Loop niet weg
Loop niet weg is een single van het Nederlandse dj-trio Kris Kross Amsterdam met de Nederlandse zanger Tino Martin en Nederlandse zangeres Emma Heesters uit 2020. Het stond in hetzelfde jaar als zeventiende track op het album van Tino Martin Voor iedereen.

## Achtergrond
Loop niet weg is geschreven door Joren van der Voort, Sophia Ayana, Bas van Daalen, Jordy Huisman, Sander Huisman, Paul Sinha, Yuki Kempees, Emma Heesters, Ruben Annink en Tino Martin en geproduceerd door Joren van der Voort, Bas van Daalen, Kris Kross Amsterdam en Yuyu van Scheppingen. Het is een nederhoplied waarin een verhaal wordt verteld over twee mensen in een relatie die negatieve gevoelens voor elkaar hebben. Ondanks dat blijven ze voor elkaar vechten. Het is één van de nummer van het dj-trio dat geen samples van eerder gemaakte liedjes gebruikt, maar is een origineel lied. De single heeft in Nederland de dubbel platina status.
Het was de eerste keer dat de drie artiesten met elkaar samenwerkten. Kris Kross Amsterdam en Emma Heesters herhaalden de samenwerking op Donderdag en Alles wat ik mis. Tino Martin en Kris Kross Amsterdam deden dit op Vanavond.

## Hitnoteringen
Het lied was enkel in Nederland een succes. De hoogste piekpositie was in de Single Top 100, waar het tot de derde plaats kwam. Het was 33 weken in die lijst te vinden. In de Top 40 kwam het tot de vierde plaats en stond het zestien weken in de lijst.